# 전수희
전수희(1988년 6월 6일 ~ )는 대한민국의 희극 배우로, 현재 KBS 공채 32기 개그우먼으로 활동중이다.

## 학력
- 우석대학교 무용과(휴학)

## 출연작

### 방송
- 개그스타 (KBS) (2009.10.24 ~ 2012.03.10)
- 개그공화국 (MBN)
  - 나란 놈은... (2011.12.07 ~ 2012.01.25)
  - 선샤인 가족 (2012.02.08 ~ 2012.05.30)
  - 상담의神 홍선생 (2012.05.23 ~ 2012.09.05)
- 웃찾사 (SBS)
  - 화니베베 (2015.06.14 ~ 2015.07.05)
  - 콩깍지 (2015.10.25)
  - 해석남녀 (2015.07.12 ~ 2015.08.23)
  - 친쿵해 (2016.04.08 ~ 2016.06.24)
  - 첫사랑 고객님 (2016.07.22 ~ 2016.10.12)
- 개그콘서트 (KBS)
  - 〈당황스럽다〉 (2018.08.05 ~ 12.09)
  - 〈프로억울러〉 (2018.11.11 ~ 2019.01.20)
  - 〈전지적 구경 시점〉 (2019.03.03 ~ 07.21)